# Stelleroidea
Gli Stelleroidea sono echinodermi con 5 o più bracci che partono da un corpo a disco. Si tratta principalmente di invertebrati degli oceani.
Questa classificazione non è più ritenuta valida: attualmente questa classe è stata divisa in:
- Classe Asteroidea de Blainville, 1830
- Classe Ophiuroidea Gray, 1840
- Classe Somasteroidea Spencer, 1951